# Cappella Sacra Famiglia
Cappella Sacra Famiglia är ett kapell i Rom, helgat åt den Heliga familjen. Kapellet är beläget vid Piazza Giancarlo Vallauri i Garbatella i quartiere Ostiense och tillhör församlingen San Francesco Saverio alla Garbatella.

## Beskrivning
Detta 1900-talskapell tillhör Suore Ancelle del Santuario, en kongregation, grundad av Giuseppe Masnini De Cornati (1843–1902) i Piacenza år 1882. Fasaden präglas av sina arkitektoniska element i sicksack-mönster. Såväl portiken som fasadens storform företer detta mönster. Då kapellet står på en krypta, nås ingångsportalen via en dubbeltrappa.
Interiören är treskeppig. Tabernaklet vid högaltaret har en polykrom relief som framställer Bebådelsen. På korväggen finns en annan polykrom relief: Den Heliga Familjen. Det högra sidokapellet är invigt åt Jesu Kristi heliga hjärta, medan det vänstra är invigt åt Jungfru Marie obefläckade avlelse.